# Дубенцовское сельское поселение
Дубенцовское сельское поселение — муниципальное образование в Волгодонском районе Ростовской области.
Административный центр поселения — станица Дубенцовская.

## Административное устройство
В состав Дубенцовского сельского поселения входят:
- станица Дубенцовская;
- хутор Морозов;
- хутор Пирожок.

## Население
| 2010  | 2012  | 2013  | 2014  | 2015  | 2016  | 2017  |
| ----- | ----- | ----- | ----- | ----- | ----- | ----- |
| 3095  | ↘3094 | ↘3075 | ↘3043 | ↗3048 | ↗3050 | ↘3009 |
| 2018  | 2019  | 2020  | 2021  |       |       |       |
| ↘2949 | ↘2900 | ↗2905 | ↘2875 |       |       |       |